# Benjamin Hayes Vandervoort
Benjamin Hayes «Vandy» Vandervoort (3 de març de 1917 – 22 de novembre de 1990) va ser un coronel de l'Exèrcit dels Estats Units, que lluità a la Segona Guerra Mundial. Va rebre la Creu del Servei Distingit en dues ocasions. A la pel·lícula dedicada al Dia-D The Longest Day va ser interpretat per John Wayne.

## Biografia
Vandervoot va néixer a Gasport, a l'estat de Nova York, el 3 de març de 1917. Va estudiar al Washington College de Chestertown, Maryland, on va ser membre del Washington Players drama club, la YMCA, la Mount Vernon Literary Society i els equips de futbol i atletisme. També va ser oficial de la fraternitat Theta Kappa Nu. Es graduà com a Batxiller en Arts el 1938, havent-se allistat a l'exèrcit com a soldat ras el 23 de juliol de 1937. El 16 de març de 1938 va rebre el despatx de tinent de segona.

### Segona Guerra Mundial
A l'estiu de 1940, Vandervoot va ser destinat a les noves unitats de paracaigudistes, sent promogut a tinent el 10 d'octubre de 1941. Promogut a capità el 3 d'agost de 1942, serví com a comandant de companyia al 505è Regiment d'Infanteria Paracaigudista, sent promogut a major el 28 d'abril de 1943, servint com a oficial d'operacions (S-3) al 504t Regiment d'Infanteria Paracaigudista a la invasió de Sicília i al salt sobre Salerno.
Promogut a tinent coronel l'1 de juny de 1944, va ser l'oficial comandant del 2n batalló, 506è Regiment d'Infanteria Paracaigudista durant els desembarcament aerotransportat a Normandia. Vandervoot comandà el seu batalló durant la defensa de Sainte-Mère-Église el 6 de juny de 1944 a la Missió Boston, malgrat haver-se trencat el turmell en aterrar. Durant l'operació Horta, comandà l'assalt sobre el pont de Waal a Nimega, mentre que el 3 batalló del 504 PIR portava a terme la travessa. El general Matthew B. Ridgway el va descriure com "un dels comandants més valents i decidits que mai no hagi conegut".
A Goronne va resultar ferit per foc de morters, no podent participar en l'avanç de la divisió per Alemanya.

### Postguerra
Va ser promogut a coronel el 7 de juliol de 1946, retirant-se de l'exèrcit el 31 d'agost. Després d'estudiar a la Universitat Estatal d'Ohio, s'uní al Servei Exterior el 1947. Serví com a Oficial Executir al Departament de l'Exèrcit entre 1950 i 1954, actuant com a conseller polític del Comandant General de les Forces de les Nacions Unides i de l'Ambaixador de les Nacions Unides a Corea entre 1951 i 1952, i el 1953 estudià a l'Acadèmia d'Estat Major. Serví com a agregat militar a l'ambaixada americana a Lisboa entre 1955 i 1958, i va ser destinat al Departament d'Estat entre 1958-60. Allà s serví a l'Oficina Executiva de la CIA entre 1960 i 1966, també servint com a consultor en assumptes polítics i militars de l'Estat Major de l'Exèrcit el 1960, i com a oficial de plans i programes el 1964.
Benjamin Vandervoort va morir el 22 de novembre de 1990 als 73 anys. Tenia dos fills.

## Condecoracions i Honors
- Creu del Servei Distingit amb Manat de Fulles de Roure
- Estrella de Bronze amb Manat de Fulles de Roure
- Cor Porpra amb Dos Manats de Fulles de Roure
- Medalla de la Campanya Americana
- Medalla de la Campanya Europea-Africana-Orient Mitjà amb quatre estrelles de bronze i una punta de fletxa
- Medalla de la Victòria a la II Guerra Mundial
- Creu de Guerra amb Palmes (França)
- Lleó de Bronze (Països Baixos)
- Fourragère (Bèlgica)

A inicis de la dècada de 1990, el Centre de l'Exèrcit pel Lideratge de Fort Leavenworth, Kansas trià un o dos coronels o tinent coronels de cada guerra americana, des de la Revolució fins a Vietnam. El coronel Vandervoort va ser triat com el comandant terrestre més destacat de la II Guerra Mundial. Va ser honorat amb una breu biografia i diverses fotografies en el que es coneix com el "Leadership Hallway", situat al segon pis del Bell Hall.

## Interpretat per John Wayne
A la pel·lícula The Longest Day, basada en el llibre homònim de Cornelius Ryan sobre la història del desembarcament de Normandia, Vandervoort va ser interpretat per John Wayne. El paper havia de ser per a Charlton Heston, però en una decisió de darrer minut de John Wayne, que volia participar en la pel·lícula, va fer que Heston no hi aparegués. En el moment del rodatge, el 1962, Wayne tenia 55 anys, 28 anys més dels que Vandervoort tenia al Dia-D (Vandervoort era 10 anys més jove que Wayne).